# Vogelpark Viernheim
Koordinaten: 49° 33′ 4,4″ N, 8° 34′ 55,1″ O
Der Vogelpark Viernheim liegt in Viernheim in der Nähe von Mannheim und bietet ein breites Artenspektrum an exotischen und einheimischen Vögeln.

## Entstehung
Inspiriert von einem Besuch in einem anderen Tierpark plante und eröffnete der Verein für Vogelschutz und Pflege e.V. Viernheim – heute Vogelpark Viernheim e.V. – im Jahr 1960 mit Unterstützung der Stadt Viernheim den Vogelpark. Seitdem ist der Vogelpark auf ca. 10.000 m2 vergrößert und erweitert worden, z. B. durch eine große Freiflughalle.
Im April 2014 wurde der Vogelpark Viernheim vom Land Hessen als Initiative des Monats ausgezeichnet.

## Artenvielfalt
Neben exotischen Vögeln wie Gelbbrustara oder Beo gibt es auch diverse Raben-, Eulen- und Fasanenarten. In der Freiflughalle liegt der Schwerpunkt auf Watvögeln, aber auch Rote Sichler sind hier zu sehen. Auf der großen Vogelwiese gibt es Flamingos, Störche, Gänse und Enten.
Auf dem Parkbauernhof finden im Rahmen eines Archeprojektes bedrohte Haustierrassen wie Pommernente und Diepholzer Gans ein Zuhause. Zudem gibt es ein im ganzen Park angelegtes Arboretum, mit dem einheimische Bäume und Sträucher beschrieben werden.

## Artenschutz
Der Vogelpark Viernheim engagiert sich im Artenschutz und nimmt am EEP (Europäisches Erhaltungszuchtprogramm) mit den Arten Balistar, Weißnackenkranich und Edwardsfasan sowie bei der GAV (Gesellschaft für Arterhaltende Vogelzucht) am Erhaltungszucht-Programm für den Chinasittich teil.

## Aufzuchterfolge
2014 gelang unter anderem eine Nachzucht beim bedrohten Weißnackenkranich sowie beim Beo, beim Schmiedespornkiebitz und beim Blauen Pfau. Im Jahr 2015 gab es unter anderem Nachwuchs bei den Kolkraben, Unzertrennlichen, Goldfasan und den Emus. 
2016: Weißnackenkranich, Säbelschnäbler, Bambushuhn, Kalifornische Schopfwachtel, Rote Halsringtaube, Deutsches Lachshuhn, Pfaufasan, Silberfasan, Pommernente, Pünktchenente und Lachtaube, Wellensittich, Rußköpfchen, Perlhuhn und Blauer Pfau, Parmawallaby
2017: Weißnackenkranich, Emus, Deutsches Lachshuhn, Edwardsfasan, Säbelschnäbler, Pommernente, Silberfasan, Weißstorch, Wellensittich, Goldfasan, Schmiedespornkiebitz, Brautente, Kanarienvogel, Legewachtel, Kriekente, Unzertrennliche
2019: Bennetkänguru, Dreifarbenglanzstar, Edwardsfasan, Hirtenmaina, Krickente, Mittelbeo, Pfaufasan, Säbelschnäbler, Seriema, Silberfasan, Sonnensittich, Decken-Toko, Weißnackenkranich, Weißstorch, Wellensittich
2020: Bankivahuhn, Bennetkänguru, Blauer Pfau, Graubrauen-Bambushuhn, Edelpapagei, Edwardsfasan, Frühlingstaube, Kanarengirlitz, Lachender Hans, Mausvogel, Mikadofasan, Mittelbeo, Säbelschnäbler, Silberfasan, Schwarzschwan, Warzenente, Weißnackenkranich, Wellensittich
2021: Bennetkänguru, Decken-Toko, Dreifarbenglanzstar, Edwardsfasan, Frühlingstaube, Mausvogel, Pfaufasan, Roter Sichler, Säbelschnäbler, Seriema, Sonnensittich, Weißnackenkranich, Wellensittich
2022: Bennetkänguru, Beo, Blauer Pfau, Edwardsfasan, Flammenkopfbartvogel, Frühlingstaube, Grauer Pfaufasan, Jungfernkranich, Rotschwingenstar, Säbelschnäbler, Schwarzschwan, Warzenente, Wellensittich
2023: Bennetkänguru, Blauer Pfau, Edwardsfasan, Lachshuhn, Mikadofasan, Roter Sichler, Swinhoefasan, Schwarzschwan, Warzenente, Weißnackenkranich, Wellensittich, Zebrafink

## Bildergalerie

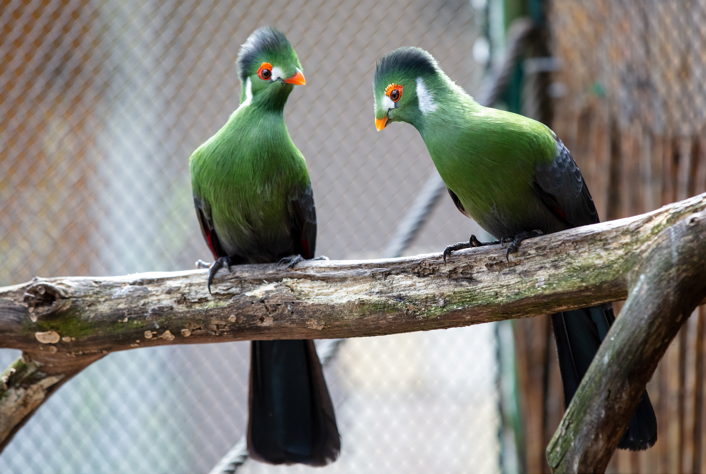
Weißohrturako
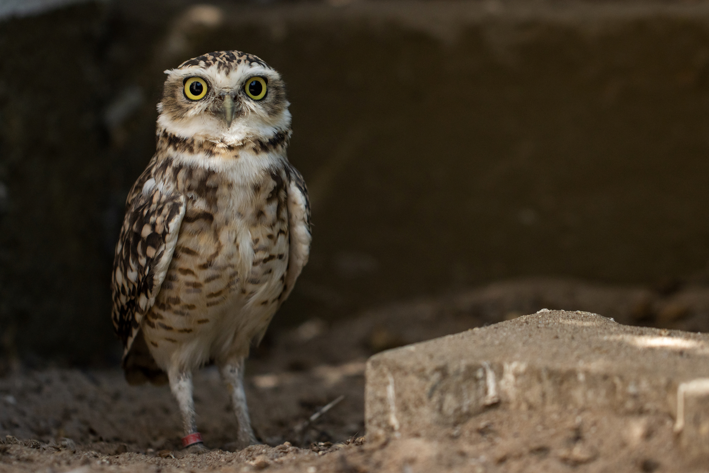
Kanincheneule
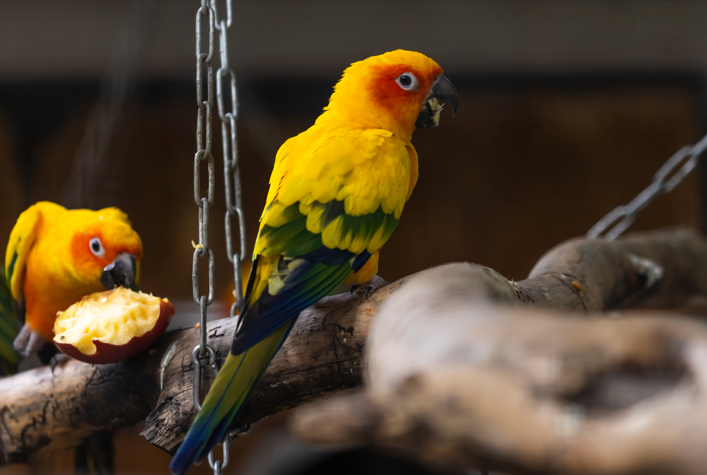
Sonnensittiche
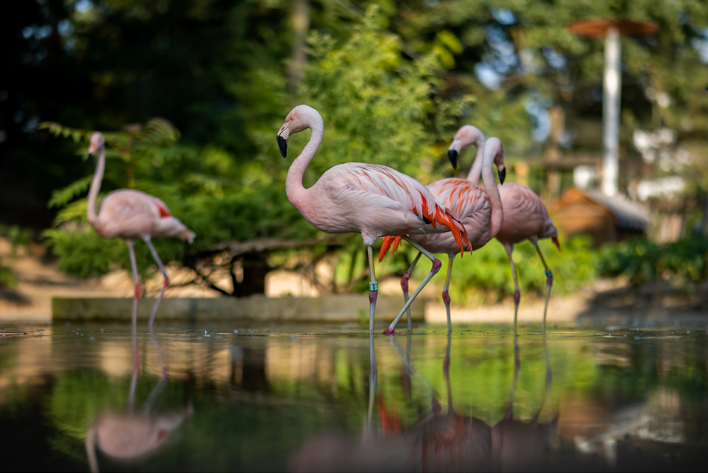
Chileflamingos
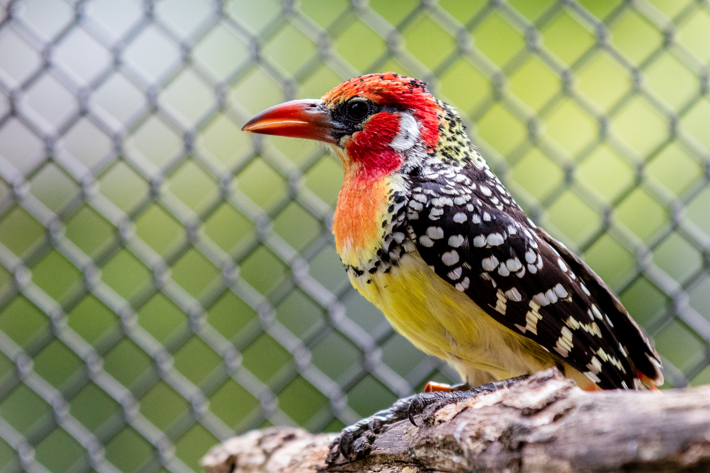
Flammenkopf-Bartvogel
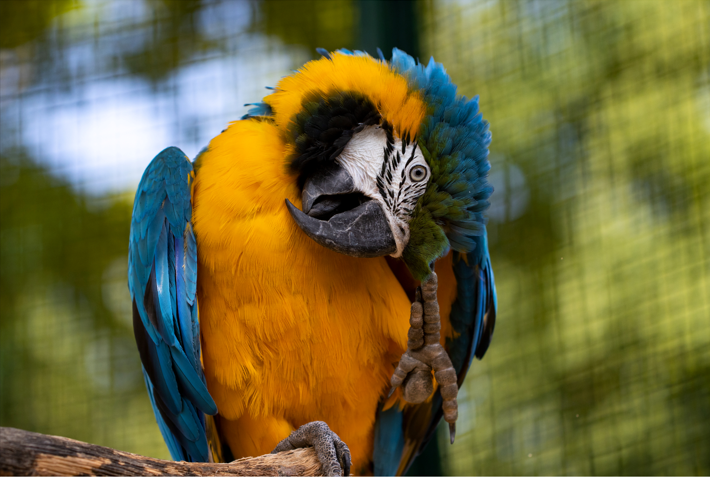
Gelbbrustara

## Verkehrsanbindung
Der Vogelpark ist sowohl von der A5 (über das Autobahnkreuz Weinheim) als auch von der A6 aus (über das Viernheimer Kreuz), aber auch mit öffentlichen Verkehrsmitteln gut zu erreichen.